# Emil Brumaru
Emil Brumaru (n. 25 decembrie 1938, Mihailovca, raionul Cimișlia, Republica Moldova – d. 5 ianuarie 2019, Iași, România) a fost scriitor și poet contemporan român.

## Biografie
S-a născut la 25 decembrie 1938, în Bahmutea (azi Mihailovca-R. Moldova), Regatul României. A fost fiul lui Grigore Brumaru, funcționar CFR, și al Elisabetei, învățătoare. Tatăl fiind ceferist, a stat cu părinții într-un canton, la Merișani și un an la Ciceu, în niște pavilioane CFR.. A absolvit Liceul de Băieți Nr. 1 din Iași (1955), după care Facultatea de Medicină din Iași (1963). A fost medic generalist la Dolhasca (1963-1975), din 1975 renunță la medicină pentru a se dedica exclusiv scrisului.
Apreciat în egală măsură atât de critica literară, cât și de publicul larg, reușește să impresioneze și prin personalitatea sa non-conformistă. Are rubrici în România literară,  Ziarul de Iași și în Suplimentul de cultură, a scris în revista Plai cu boi, dă interviuri în revistele mondene, participă la discuții pe Internet. 
Debut cu poezii în revista Luceafărul, debut editorial cu două volume, ambele publicate în 1970, Versuri și Detectivul Arthur. 
Poemele sale au fost incluse în antologii din România, Germania, Franța, Anglia.

## Scrieri
- Versuri, Editura Albatros, București, 1970
- Detectivul Arthur, 1970
- Julien Ospitalierul, Cartea Românească, București, 1974
- Cântece naive, Cartea Românească, București, 1976
- Adio, Robinson Crusoe, Cartea Românească, București, 1978
- Dulapul îndrăgostit, Cartea Românească, București, 1980
- Ruina unui samovoar, 1983
- Dintr-o scorbură de morcov, Editura Nemira, București, 1998
- Poeme alese, 2003
- Opera poetică (2 vol., 2003, 3 vol., 2006), Editura Cartier, Chișinău
- Fluturii din pandișpan, Editura Cronica, Iași, 2003
- Poezii (carte la borcan), Editura Humanitas, București, 2003
- Cerșetorul de cafea, 2004 [5]
- Submarinul erotic, Cartea Românească, București, 2005[6]
- Infernala comedie, Editura Brumar, Timișoara, 2005
- Dumnezeu se uită la noi cu binoclul, Editura Polirom, 2006
- O brumă de paiete și confetti, volum de colecție semnat împreună cu Șerban Foarță, 2007
- Cântece de adolescent, 2007 [7]
- Povestea boiernașului de țară și a fecioarei..., Editura Trei, 2008
- Ne logodim cu un inel din iarbă, 2008
- Opere I. Julien Ospitalierul, Editura Polirom, Iași, 2009
- Opere II. Submarinul erotic, Editura Polirom, Iași, 2009
- Basmul Prințesei Repede-Repede. O poveste pentru adulți, 2009 (colaborare cu Veronica D. Niculescu, ilustrații de Mircia Dumitrescu)
- Rezervația de îngeri, Editura Humanitas, București, 2013
- Sfâșiat de umbra unui înger, Editura Contemporanul, 2013
- Cad castane din castani. Amintiri de ieri și azi, Editura Polirom, 2014 (colaborare cu Veronica D. Niculescu)
- Infernala comedie (ediția a doua, revăzută și adăugită), Editura Adenium, Iași, 2015
- Amintiri din rai, Editura Humanitas, București, 2016

## Prezență în antologii
- Streiflicht, Eine Auswahl zeitgenössischer rumänischer Lyrik, ins Deutsche übertragen von Christian W. Schenk, Dionysos Verlag, Kastellaun, 1994, ISBN 3-9803871-1-9
- Testament - Antologie de Poezie Română Modernă / Testament - Anthology of Modern Romanian Verse ediția a doua (versiune bilingvă română/engleză) - antologator și traducător Daniel Ioniță, cu Eva Foster, Rochelle Bews și Prof. Dr. Daniel Reynaud - Editura Minerva, Ianuarie 2015. ISBN 978-973-21-1006-5
- Pieta - Eine Auswahl rumänischer Lyrik, Trad: Christian W. Schenk, Dionysos, Boppard, 2018, ISBN 9781977075666

## Volume colective
- Cartea cu bunici, coord. de Marius Chivu -  Gabriela Adameșteanu, Radu Afrim, Iulia Alexa, Adriana Babeți, Anamaria Beligan, Adriana Bittel, Ana Blandiana, T. O. Bobe, Lidia Bodea, Emil Brumaru, Alin Buzărin, Alexandru Călinescu, Matei Călinescu, Daniela Chirion, Livius Ciocârlie, Adrian Cioroianu, Alexandru Cizek, Andrei Codrescu, Denisa Comănescu, Radu Cosașu, Dana Deac, Florin Dumitrescu, B. Elvin, Cătălin Dorian Florescu, Filip Florian, Matei Florian, Șerban Foarță, Emilian Galaicu-Păun, Vasile Gârneț, Cristian Geambașu, Dragoș Ghițulete, Cristian Ghinea, Bogdan Ghiu, Stela Giurgeanu, Adela Greceanu, Bogdan Iancu, Nora Iuga, Doina Jela, Alexandra Jivan, Ioan Lăcustă, Florin Lăzărescu, Dan Lungu, Cosmin Manolache, Anca Manolescu, Angela Marinescu, Virgil Mihaiu, Mircea Mihăieș, Călin-Andrei Mihăilescu, Dan C. Mihăilescu, Vintilă Mihăilescu, Ruxandra Mihăilă, Lucian Mîndruță, Adriana Mocca, Cristina Modreanu, Ioan T. Morar, Ioana Morpurgo, Radu Naum, Ioana Nicolaie, Tudor Octavian, Andrei Oișteanu, Radu Paraschivescu, H.-R. Patapievici, Dora Pavel, Irina Petraș, Cipriana Petre, Răzvan Petrescu, Marta Petreu, Andrei Pleșu, Ioan Es. Pop, Adina Popescu, Simona Popescu, Radu Pavel Gheo, Tania Radu, Antoaneta Ralian, Ana Maria Sandu, Mircea-Horia Simionescu, Sorin Stoica, Alex Leo Șerban, Robert Șerban, Tia Șerbănescu, Cătălin Ștefănescu, Pavel Șușară, Iulian Tănase, Antoaneta Tănăsescu, Cristian Teodorescu, Lucian Dan Teodorovici, Călin Torsan, Traian Ungureanu, Constanța Vintilă-Ghițulescu, Ciprian Voicilă, Sever Voinescu; Ed. Humanitas, 2007;
- Prietenii noștri imaginari, coord. de Nadine Vlădescu - Ana Dragu, Dan C. Mihăilescu, Iulian Tănase, Ioana Bot, Șerban Foarță, Robert Șerban, Elena Vlădăreanu, Emil Brumaru, Marin Mălaicu-Hondrari, Antoaneta Ralian, Nadine Vlădescu, Florin Bican, Monica Pillat; Ed. Humanitas, 2015;

## Premii și distincții
- Premiul Uniunii Scriitorilor pentru debut, 1970
- Premiul Național de Poezie "Mihai Eminescu" (2001), pentru Opera Omnia
- Premiul de Excelență la ediția a XXVI-a a Festivalului "George Bacovia", 2005, pentru întreaga activitate scriitoricească

### Decorații
- Ordinul național „Steaua României” în grad de Ofițer (1 decembrie 2000) „pentru realizări artistice remarcabile și pentru promovarea culturii, de Ziua Națională a României”[8]

## Lucrări disponibile online
- 2005 - ** Commedia dell'Arte, Editura LiterNet
- 2006 - ** Commedia dell'Arte - vol. II, Editura LiterNet
- 2006 - ** Commedia dell'Arte - vol. III, Editura LiterNet

## Re-editări
- Opera poetica, 2 volume, 2003, Editura Cartier [9]